# Illuvium
Illuvium è uno sviluppatore di giochi che si basa sulle ultime tecnologie blockchain per creare un ecosistema di gioco interoperabile su blockchain (IBG) costruito sulla blockchain di Ethereum. Illuvium si avvale della piattaforma Immutable X basata su Ethereum per offrire esperienze di gioco integrate con gli NFT. Offre un ambiente di gioco sicuro ed efficiente. Illuvium è anche partner di Team Liquid, di GameStop. I giochi di Illuvium dispongono di asset di proprietà del giocatore, che può trasferirli da un gioco all'altro.

## Storia
Illuvium è stata cofondata da Kieran Warwick nel settembre 2020, insieme a Aaron Warwick e Grant Warwick, com sede a Sydney. Illuvium ha iniziato a sviluppare una piattaforma di gioco decentralizzata, che unisce le caratteristiche di un gioco di ruolo (RPG) open-world con un'auto battler. In Illuvium, i giocatori incontrano gli Illuviali, creature da combattere e catturare. Illuvium offre diverse funzionalità legate alla collezione e al trading, per soddisfare sia i giocatori occasionali che gli utenti della finanza decentralizzata (DeFi).

## I giochi dell’universo Illuvium

### Illuvium Arena
Illuvium Arena è un gioco centrale dell'universo di Illuvium, che offre battaglie a turni PVP e PVE. I giocatori devono catturare e schierare creature chiamate Illuviali, ognuna con abilità particolari, in battaglie strategiche basate su carte collezionabili. La difficoltà del gioco sta nel capire i punti di forza e di debolezza dei diversi Illuviali e nel gestire efficacemente le risorse durante le battaglie.

### Illuvium Overworld
Illuvium Overworld è un segmento di espansione RPG open-world dell'universo Illuvium. I giocatori esplorano tanti tipi diversi di paesaggi, ognuno con ecosistemi e sfide uniche. Il gioco integra l'esplorazione con la raccolta di risorse, il crafting e la cattura degli Illuviali, ricordando le battaglie e l'esplorazione in stile Pokémon.

### Illuvium Zero
Illuvium Zero aggiunge un livello di strategia in tempo reale all'universo Illuvium. I giocatori gestiscono il proprio terreno, che è un NFT, ottenendo così il controllo e la proprietà completi. Il gioco si concentra sulla costruzione e sul potenziamento del terreno per generare risorse, che sono parte integrante dei progressi del giocatore nel più ampio universo di Illuvium.

### Illuvium: Beyond
Illuvium: Beyond mostra un aspetto unico dell'universo di Illuvium, incentrato sulla collezione di Illuvitars disegnati a mano. I giocatori possono collezionare, personalizzare e utilizzare questi avatar NFT sia all'interno del gioco che per rappresentare la propria identità digitale. Il gioco evidenzia i talenti creativi e offre un tocco personalizzato all'esperienza del giocatore nell'universo di Illuvium.